# کارلوس کاستگلیونه
کارلوس کاستگلیونه (انگلیسی: Carlos Casteglione؛ زادهٔ ۹ مهٔ ۱۹۸۰) بازیکن فوتبال اهل آرژانتین است.
از باشگاه‌هایی که در آن بازی کرده‌است می‌توان به باشگاه فوتبال پانیونیوس، باشگاه فوتبال آرسنال ساراندی، باشگاه فوتبال روساریو سنترال، و باشگاه فوتبال اتلتیکو تیگره اشاره کرد.